# Chang’an
Koordinaten: 34° 16′ N, 108° 54′ O
Chang’an (chinesisch 長安 / 长安, Pinyin Cháng'ānⓘ, W.-G. Ch'ang-an) war eine Stadt des chinesischen Altertums. Sie befand sich ursprünglich fünf Kilometer nordwestlich des heutigen Xi’ans, wurde aber mehrere Male verlagert und neugegründet. Chang’an diente als Hauptstadt der Westlichen Han-Dynastie sowie der Xin-, Sui- und Tang-Dynastie. Ihr Name wurde schließlich unter der Ming-Dynastie in Xi’an geändert.

## Geschichte

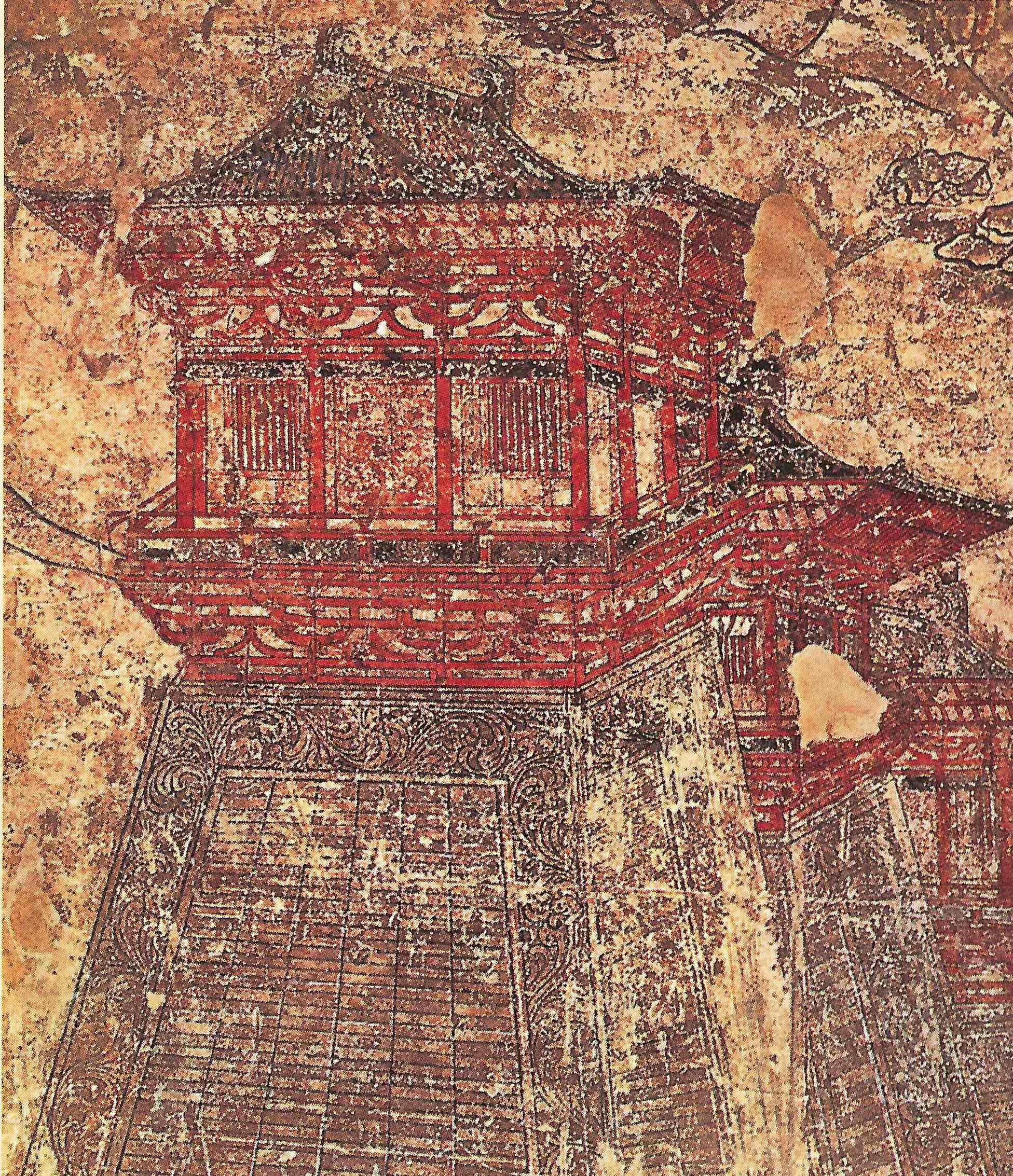
Stadttor des Tang-zeitlichen Chang’an, Malerei aus dem Grab des Prinzen Li Chongrun

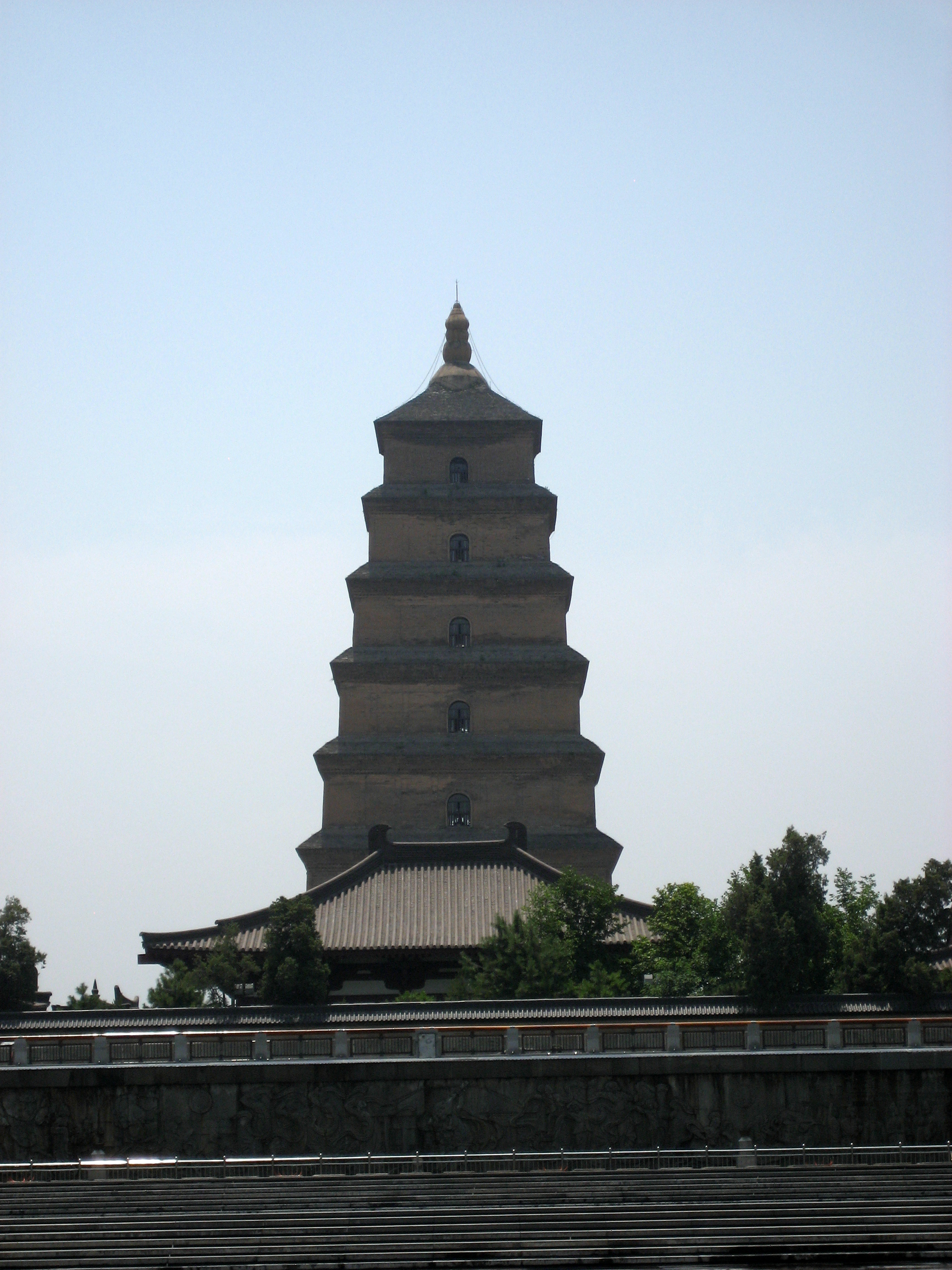
Große Wildganspagode von Chang’an, erbaut 652

Chang’an wurde erstmals zur Zeit der Frühlings- und Herbstannalen (722–481 v. Chr.) erwähnt und hatte um das Jahr 650 v. Chr. eine Einwohnerzahl von über 33.000. Der erste historische Kaiser des vereinten Chinas, Qin Shihuangdi († 210 v. Chr.), errichtete sein Mausoleum in der Nähe der Stadt, das 1974 mit der berühmten Terrakotta-Armee entdeckt wurde. Xianyang, die Hauptstadt der Qin, befand sich ebenfalls unweit des heutigen Xi’an.
Das Chang’an, das der Westlichen Han-Dynastie (206 v. Chr. bis 9 n. Chr.) als Hauptstadt diente, war im Maßstab der Zeit eine Weltstadt. Die Stadt hatte zur Regierungszeit des ersten Han-Kaisers Gaozu etwa 120.000 Einwohner. Die Errichtung der kaiserlichen Hauptstadt Chang’an wird in drei Zeitabschnitte geteilt, die zusammen mehr als 90 Jahre währten. Kaiser Gaozu ließ den kaiserlichen Palast außerhalb der Stadt errichten. Im Jahr 202 v. Chr. ließ er den Xingle-Palast (兴乐宫) der Qin-Dynastie renovieren und benannte ihn zum Changle-Palast (长乐宫) um. Im Jahr 200 errichtete der Kaiser sieben Kilometer nordöstlich des heutigen Xi’an den Ewigen Palast (未央宫), in dem die Regierung fortan residierte. Nach dem Tod Kaiser Gaozus (195 v. Chr.) errichtete sein Nachfolger Hui die Stadtbefestigungen von Chang’an, die im September 191 fertiggestellt waren und ein Gebiet von 36 km² umfassten. Er und sein späterer Nachfolger Kaiser Wu gaben der Stadt noch viele weitere Palastbauten. Im 1. Jahrhundert v. Chr. erreichte Chang’an zu guter Letzt an die 250.000 Bewohner.
Nach der Gesandtschaft des kaiserlichen Beamten Zhang Qian, bei der er Zentral- und Vorderasien bereiste, wurde Chang’an als Anlaufpunkt der neu entstehenden Seidenstraße Chinas „Tor zur Welt“. Durch den Niedergang der Han-Dynastie endete jedoch auch die Blüte der Stadt. Im Jahr 2 n. Chr., als das Reich bereits vollständig vom Beamten Wang Mang kontrolliert wurde (der 9 n. Chr. die kurzlebige Xin-Dynastie begründete) war die Einwohnerzahl bereits stark gesunken. Ihre Zerstörung im Bürgerkrieg (bis 23 n. Chr.) besiegelte ihr Schicksal. Sie wurde zwar noch von Kaiser Gengshi als Hauptstadt gewählt, aber nach dessen Tod (25 n. Chr.) entschied sich sein Nachfolger Guangwu, das prosperierende Luoyang zur Hauptstadt zu machen. Seine Dynastie wird darum Östliche Han-Dynastie genannt. Chang’an, das nun den Namen Westliche Hauptstadt trug, versank in Bedeutungslosigkeit und hatte um das Jahr 100 nur noch 81.000 Einwohner.
Im Bürgerkrieg nach dem Zusammenbruch der Östlichen Han-Dynastie (184–220) entschied sich der Usurpator Dong Zhuo, mit der Regierung von Luoyang nach Chang’an umzuziehen, da die Stadt im Schatten der Berge leichter zu verteidigen war. Nach seinem Tod (192) und dem Niedergang seiner Nachfolger (195) verließ der junge Kaiser Xian die Stadt und machte sich in das völlig zerstörte Luoyang auf, wo er vom Kriegsherrn Cao Cao begrüßt und aufgenommen wurde.
Unter der Sui-Dynastie wurde Chang’an noch einmal Hauptstadt. Kaiser Wen wählte im Jahr 582 n. Chr. eine Stätte südlich von Chang’an als Ort für seinen neuen Palast, den er Daxing nannte. Im Jahr 589 vereinigte er das seit 313 geteilte China. Chang’an hatte zu dieser Zeit 95.000 Einwohner.
Der Sui-Dynastie folgte im Jahr 618 die Tang-Dynastie, welche die Hauptstadt ihrer Vorgänger übernahm. Mit 1.000.000 Einwohnern im 8. Jahrhundert war die Stadt die größte der damaligen Welt. Ihr Grundriss war Vorbild für die Hauptstädte Japans im Altertum (Fujiwara-kyō, Heijō-kyō, Heian-kyō) und Gyeongju in Silla (Korea). Der Ximing-Tempel der Stadt war ein Anlaufpunkt für Pilger aus aller Welt. Hier übersetzten indische Pilger ihre Sutras ins Chinesische. Der japanische Gründer des Shingon-Buddhismus Kūkai hielt sich hier um 805 auf und studierte Sanskrit. Nach der Schlacht am Talas 751, in welcher die Abbasiden den chinesischen Einfluss in Zentralasien abschwächen konnten, gelangten arabische Händler in die Stadt.
Ende des 8. Jahrhunderts - beginnend mit der An-Lushan-Rebellion wurde Chang’an mehrmals von Rebellen besetzt und zerstört. Im Jahr 900 hatte Chang’an nur noch 500.000 Einwohner. Nach der Tang-Dynastie verfiel die ehemals kaiserliche Hauptstadt in Bedeutungslosigkeit. Unter der Ming-Dynastie wurde die Provinzstadt Chang’an, deren Fläche innerhalb der gewaltigen Stadtmauern nur noch 12 km² betrug, in Xi’an umbenannt.
Die Stätte der hanzeitlichen Hauptstadt Chang’an und die Stätte des Daxing-Palastes der Sui-Dynastie im Tang-zeitlichen Chang’an stehen auf der Liste der Denkmäler der Volksrepublik China.

## Umgebung
Zur Stadt Chang’an gehört der östlich davon gelegene Daming-Palast, der lange Zeit mit Pracht, Größe und Raffinesse die Tang-Macht und -Kultur repräsentierte; ferner der Taiji-Palast im Westen und der Xingqing-Palast im Süden.